# Прокопий Кесарийский
О христианском святом см. — Прокопий Кесарийский (святой)
Проко́пий Кесарийский (лат. Procopius Caesarensis, греч. Προκόπιος ὁ Καισαρεύς; между 490 и 507 — после 565) — византийский историк; секретарь полководца Велизария.

## Биография Прокопия
Эллинизированный сириец, Прокопий родился в Кесарии — административном центре провинции Палестина Прима, там же получил классическое (в Кесарии находилась известная риторическая школа), затем юридическое образование. Будучи сторонником сенаторской аристократии (или, возможно, выходцем из неё), Прокопий ассоциирует современную ему административную систему Византии с системой управления Рима, видя в высшем византийском чиновничестве продолжателей римских сенатских традиций.
Детали начала административной карьеры Прокопия неизвестны, однако его назначение императором Юстинианом в 527 году на должность секретаря и советника Флавия Велизария, одного из ведущих полководцев империи, говорит о достигнутой им высокой репутации: такое назначение мог провести только император или кто-то из его ближайших сановников.
С 527 по 531 год Прокопий находится вместе с Велизарием в восточных областях империи, принимая непосредственное участие в войне с Персией; в 532 году он находился в Константинополе, где был очевидцем грандиозного восстания Ника; в 533—536 годах — в Северной Африке, где Велизарий завоевал королевство вандалов; в 536—540 годах — в Италии, где Велизарий вёл войну с готами; в 541 году — опять в восточных провинциях, в которые в 540 году вторглись персы, захватив столицу провинции Сирия Антиохию; в 542 году — в Константинополе, охваченном эпидемией чумы, в 542—546 годах — снова в Италии.
Прокопий не только был очевидцем ключевых событий истории Византии того периода, но и благодаря своему положению имел доступ к информации, в том числе и секретной, на самом высоком уровне. Более того, в силу положения секретаря Велизария, Прокопий вёл его переписку, составлял доклады Велизария Юстиниану и участвовал в переговорах с важнейшими государственными деятелями той эпохи — и это придаёт особую ценность его произведениям, поскольку когда Прокопий приводит текст речи или письма Велизария, можно быть уверенным, что с высокой степенью вероятности этот текст аутентичен — поскольку сам Прокопий его записал, если не написал изначально.

## Литературное творчество
Прокопий, обладая незаурядным литературным талантом, распорядился своими записями, сделанными в период государственной деятельности, наилучшим образом. Подобно тому, как Гай Светоний Транквилл, будучи секретарём Адриана, использовал императорские архивы при написании своих сочинений, так и Прокопий оставил ценнейшее по литературным достоинствам и достоверности наследие: обширный труд «Войны», панегирический трактат «О постройках» и памфлет «Тайная история», содержащий критику императора Юстиниана и его жены Феодоры.
Его самым крупным по объёму произведением являются «История войн» в восьми книгах, описывающих кампании Велизария, в которых автор принимал непосредственное участие: «Война с персами», «Война с вандалами» и «Война с готами». В этих книгах кроме политических и военных сведений, касающихся Византийской империи, содержится и масса данных по этнографии народов и географии областей, посещавшихся Прокопием, психологические портреты участников событий и бытовые зарисовки.

## Публикации работ
Русские переводы
- Прокопий. История войн римлян с персами, вандалами и готами / Пер. С. Дестуниса. Т. 1. Кн. 1, 2. — СПб., 1876—1880.
- Прокопий. Тайная история / Пер. С. П. Кондратьева. // ВДИ. 1938. № 4. С. 273—360.
- Прокопий. О постройках / Пер. С. П. Кондратьева. // ВДИ. 1939. № 4. С. 203—283.
- Прокопий Кесарийский. Война с готами / Пер. С. П. Кондратьева. — М., 1950.
  - переизд.: Война с готами. О постройках (Серия «Памятники мировой истории и культуры»). — М., Арктос — Вика-пресс. 1996. Ч. 1. 336 с. Ч. 2. 304 с.
- Прокопий Кесарийский. Война с персами. Война с вандалами. Тайная история / Пер., ст., комм. А. А. Чекаловой. Отв. ред. Г. Г. Литаврин. (Серия «Памятники исторической мысли»). — М.: Наука, 1993. 576 с.
  - переизд: Прокопий Кесарийский. Война с персами. Война с вандалами. Тайная история. — СПб., Алетейя, 1998, ISBN 5-89329-109-3.

Английский перевод
- В серии «Loeb classical library» сочинения Прокопия изданы в 7 томах: т. 1—5: «История войн», т. 6: «Тайная история», т. 7: «О постройках» и указатель.
  - Vol. I. Books I—II
  - Vol. II. Books III—IV
  - Vol. IV. Books VI (cont.) — VII
  - Vol. V. Book VII (cont.) — VIII

## Образ в кинематографе
В советском фильме «Русь изначальная» роль Прокопия исполнил Юрий Катин-Ярцев.